# Зюзин, Михаил Викторович
Михаи́л Ви́кторович Зю́зин (28 декабря 1966, Подстёпки, Куйбышевская область — 20 июля 2000, Тольятти, Самарская область) — российский спортсмен, заслуженный мастер спорта России по самбо, мастер спорта по дзюдо, чемпион Европы и мира по самбо.

## Биография
Родители родом из Подстёпок, работали на АвтоВАЗе. В 1978 году отец привёл Михаила в секцию самбо детской юношеской спортивной школы № 5, потому что его не приняли в хоккейную секцию — он плохо стоял на коньках. Первым тренером Зюзина стал Евгений Аминев. Он отмечал в воспитаннике редкое сочетание ума и силы, а также прекрасную самоорганизацию.
В 1980 году Михаил выиграл первенство РСФСР среди школьников, причём участвовал в борьбе с со спортсменами на 3-4 года старше. В дальнейшем он ещё дважды побеждал в этом соревновании. Будучи в десятом классе Зюзин выиграл чемпионат Центрального совета ДСО «Динамо», проходивший в Гомеле, одновременно выполнив норматив мастера спорта СССР. В финале он победил призёра чемпионата СССР.
В 1984 году он окончил школу, причём без троек, поступил в техническое училище № 36 на сварщика. В этом же году он стал победителем первенства СССР по самбо в Калинине, выступая за сборную РСФСР в весе до 81 кг. Он окончил все свои схватки досрочно, и получил помимо золотой медали специальный приз «Самому техничному борцу первенства СССР». Вскоре он победил в Спартакиаде РСФСР среди школьников, после чего вместе с тренером перешёл в спортивное общество «Динамо».
В 17 лет Михаил Зюзин стал членом сборной СССР. В армии он выполнил норматив мастера спорта по дзюдо, но несмотря на уговоры оставался верен самбо. Стал бронзовым призёром последней Спартакиады народов СССР, проходившей в Минске, бронзовым призёром Кубка СССР в Ленинграде, серебряным призёром Кубка СССР в Киеве.
Помимо прекрасной самоорганизации, тщательного разбора своих побед и поражений, побеждать Михаилу помогало владение самобытным приёмом: он выхватывал соперника за пятку с внутренней стороны, в большинстве случаев противник резко, не успевая что-либо сделать, падал на спину.
В 1990-м году в Ташкенте проходил последний Кубок СССР по самбо, победа в соревновании обеспечивала спортсмену участие в чемпионате Европы. И перед соревнованием, в отсутствие тренера, Михаила уговорили сменить весовую категорию на более высокую — 90 кг. Аминев не одобрил поступок воспитанника, но оказался не прав, Михаил успешно победил.
В мае 1991 года в Израиле состоялся чемпионат Европы, который также остался за Михаилом. Он стал мастером спорта международного класса, а Евгений Аминев — заслуженным тренером РСФСР. В мае 1992 года Михаил победил в первом российском чемпионате, победив в финале в весе до 90 кг чемпиона мира Дунаева. Наконец, в ноябре 1992 года, на проходившем в Лондоне чемпионате мира Михаил Зюзин вновь одержал победу.
По итогам 1992 года Михаил Зюзин и Евгений Аминев были признаны соответственно лучшим спортсменом и лучшим тренером общества «Динамо».
Кризисная ситуация начала-середины 1990-х не позволяла жить только спортивными достижениями. Зюзин устроился на работу в милицию Тольятти, участвовал в чемпионатах МВД по самбо и дзюдо, занимал призовые места, получал награду из рук министра внутренних дел Рушайло.
В 1996 году стал обладателем кубка мира по самбо в командном зачёте. В феврале 1997 года стал заслуженным мастером спорта России по самбо. В 1998-м году Михаил Зюзин был избран президентом Федерации борьбы самбо Тольятти.
Продолжал тренировки, был почётным гостем многих городских и российских турниров. В 2000 году готовился к участию в чемпионате мира по самбо среди полицейских, который должен был состояться в октябре.

## Убийство
Старший сержант милиции Центрального РУВД Михаил Зюзин убит 20 июля 2000 года.
С утра Михаил с братом Олегом отправились в автомастерскую на Воскресенской улице. По данным следствия, киллеры следили за братьями, используя автомобиль ВАЗ-2101 с оренбургскими номерами. Олег шёл первым, Михаил в полутора метров за ним. Дождавшись, когда Олег войдёт внутрь, преступники открыли огонь по Михаилу из автомата. В Зюзина попало пять пуль, от которых он скончался на месте. Выскочивший на улицу Олег Зюзин машину с убийцами уже не увидел. Спустя четыре часа она была обнаружена брошенной.
По версии следствия, причину убийства следовало искать не в его, во многом формальной, работе в милиции или в области спорта, а в области коммерческой деятельности Михаила. По оперативным данным Зюзины хотели открыть в помещении автомастерской салон по продаже автомобилей, что могло не понравиться владельцам мастерской или преступным группировкам, занимавшимся продажей машин.
Согласно другой версии причин убийства Зюзина, официально не озвучивавшейся, но рассматривавшейся некоторыми тольяттинскими журналистами, Михаил оказался жертвой криминальных разборок между двумя крупными тольяттинскими преступными группировками: бригадами Сергея Неверова («Невера») и Игоря Сиротенко («Сироты»). Согласно этой версии, Зюзин долгое время являлся не только работником РУВД, но и членом ещё одной ОПГ Мирона Мокрова («Мирона»).
В октябре 1999 года Мокров был убит, после чего Зюзин решил искать нового покровителя в обмен на долю с «крышуемых» им предприятий. По одним сведениям Зюзин искал расположения Неверова, что вызвало недовольство Сироты, желавшего заполучить ряд из предприятий Мирона. По другим — он оказался на стороне Сиротенко, и должен был убить некоторых из бригадиров Неверова, в том числе и самого Невера, но не справился с заданием. Предположительно убивала Зюзина бригада киллеров Сиротенко, тоже из рядов бывшей братвы Мирона: Цуба, Розов, Коростелёв. В дальнейшем двое из них бесследно исчезли, а уголовное дело против Коростелёва развалилось.

## Спортивные результаты
- Первенство СССР по самбо 1984 — ;
- Кубок СССР по самбо 1988 года — ;
- Кубок СССР по самбо 1989 года — ;
- Кубок СССР по самбо 1990 года — ;
- Самбо на летней Спартакиаде народов СССР 1991 года — ;
- Чемпионат России по самбо 1992 года — ;
- Чемпионат России по самбо 1996 года — ;
- Чемпионат Европы по самбо 1991 — ;
- Чемпионат мира по самбо 1992 (FIAS) — ;
- Кубок мира по самбо 1996 (командный) — .

## Звания
- Заслуженный мастер спорта РФ (28.02.1997)[5]

## Память
На турнире по самбо, проходившем в Кстово в июле 2000 года, был объявлен траур. На похороны приехали спортсмены из разных городов России.
Ежегодно в Тольятти в Дворце спорта «Волгарь» проводится Всероссийский юношеский турнир по самбо, посвящённый памяти друзей, мастеров спорта Михаила Зюзина, Дмитрий Рейстового, Игоря Иванова.